# Copín
El copín (Español: copino) es una medida de capacidad para áridos, usada de antiguo en Asturias, antes de la instauración del sistema métrico decimal, como refleja el Catastro del Marqués de la Ensenada. Equivalía a medio  celemín, no pudiendo precisarse más por la variabilidad entre los diferentes valles asturianos y entre Asturias y Castilla, donde se le llamaría medio, es decir, medio celemín.

## Moneda social
El copín es el nombre para la moneda social usada por la Red Asturiana de Comunidades de Trueque (RASTRU).
Un copín (C) equivale a un euro (€).

## Capacidad
Usada preferentemente en la gestión de cereales y semillas. Un copín equivale a dos cuartillos de celemín, por tanto, dos copinos hacían un celemín. Veinticuatro copinos formaban una fanega.